# Ferme éolienne de Dutch Hill/Cohocton
La ferme éolienne de Dutch Hill/Cohocton est un parc éolien de 125 mégawatts à Cohocton, New York. Il est composé de 50 éoliennes Clipper de 2,5 MW. Les éoliennes sont des éoliennes Liberty, les plus grosses éoliennes fabriquées aux États-Unis. La ferme éolienne fournit de l'énergie pour 50 000 foyers du nord-est environ. Le parc éolien est situé dans le comté de Steuben. Il a été installé en 2008 et a été construit et exploité par First Wind.